# Prime broker
Prime broker – instytucja kredytowa, regulowane przedsiębiorstwo inwestycyjne lub inny podmiot podlegający regulacji ostrożnościowej i stałemu nadzorowi, oferujące inwestorom branżowym usługi polegające głównie na finansowaniu lub przeprowadzaniu transakcji obrotu instrumentami finansowymi w charakterze kontrahenta i którzy mogą świadczyć również inne usługi, takie jak rozliczenia i rozrachunki transakcji, usługi powiernicze, pożyczki papierów wartościowych, dostosowane do potrzeb usługi wsparcia technologicznego i operacyjnego.
Według Ustawy z dnia 27 maja 2004 r. o funduszach inwestycyjnych i zarządzaniu alternatywnymi funduszami inwestycyjnymi jest to bank krajowy, instytucja kredytowa, firma inwestycyjna lub inny podmiot podlegający wymogom ostrożnościowym wynikającym z przepisów prawa oraz nadzorowi właściwego organu nadzoru nad rynkiem finansowym, które oferują klientom profesjonalnym usługi polegające na:
a) przyjmowaniu i przekazywaniu zleceń nabycia lub zbycia instrumentów finansowych,
b) wykonywaniu zleceń, o których mowa w lit. a, na rachunek dającego zlecenie,
c) udzielaniu pożyczek pieniężnych w celu dokonania transakcji, której przedmiotem jest jeden lub większa liczba instrumentów finansowych, jeżeli transakcja ma być dokonana za pośrednictwem banku krajowego, instytucji kredytowej lub firmy inwestycyjnej udzielającej pożyczki,
i które jednocześnie mogą świadczyć inne usługi, takie jak prowadzenie rachunków papierów wartościowych i rachunków zbiorczych oraz prowadzenie rachunków pieniężnych lub usługi udzielania pożyczek papierów wartościowych lub rozliczania i dokonywania rozrachunku transakcji.